# Miles Aerovan
O Miles M.57 Aerovan foi uma aeronave britânica bimotora de curto alcance  de transporte de baixo custo, desenvolvida e construída pela Miles Aircraft, também foi usada em perfis de operadores militares.

## Design e Desenvolvimento
Foi um monoplano de asa alta feito com partes de materiais variados, como plásticos, madeira e metal, possuía trem de pouso fixo em triciclo, e em sua cauda havia três lemes. Em sua capacidade de carga podia levar até um veículo familiar, através de suas portas traseiras que se abriam em forma de concha. Designado em 1944, o protótipo foi construído na fábrica da Miles em Woodley, Berkshire onde foi também o local de seu primeiro voo, no dia 26 de janeiro de 1945 conduzido por Tommy Rose.
A produção iniciou-se em 1946 principalmente para a aviação civil, alguns exemplares foram usados para missões militares em Israel e na Nova Zelândia. A produção encerrou-se no final de 1947. Uma licença foi garantida para a fabricação do tipo na França, mas não foi produzido. Uma aeronave foi modificada pela Força Aérea Real da Nova Zelândia para uso em fertilização aérea mas não obteve sucesso, e uma segunda aeronave foi adaptada para vigilância aeromagnética.
O último Aerovan sobrevivente conhecido foi um Mk 6 operando na Itália em 1968.
|  |

## Variantes
- Aerovan 1
- Aerovan 2
- Aerovan 3
- Aerovan 4
- Aerovan 5
- Aerovan 6
- HDM.105

## Operadores
Civis
- Angola
- Bélgica
- Espanha
- França
- Iraque
- Itália
- Nova Zelândia
- Países Baixos
- Quênia
- Reino Unido
- Suíça

Militares
- Israel
- Nova Zelândia